# Shihan
Shihan (師範) betyder chefinstruktør i kampsport, [kilde mangler].
Til sammenligning indeholder Shōgō systemet titler som Renshi, Kyoshi og Hanshi.[kilde mangler]

## Japanske titler
- Kyoshi
- Renshi
- Sempai
- Sensei
- Shihan
- Shogo
- Soke